# Заклад (село)
Заклад (укр. Заклад) — село в Тростянецкой сельской общине Стрыйского района Львовской области Украины.
Население по переписи 2001 года составляло 308 человек. Занимает площадь 0,046 км². Почтовый индекс — 81606. Телефонный код — 3241. В Закладе растёт редкое тюльпановое дерево Лириодендрон тюльпановый.